# Filadelfiagemeente (Culemborg)
Kerkgenootschap Filadelfia is een kerkelijke vrije gemeente in Culemborg. De gemeente ligt qua gedachtegoed dicht aan tegen de bevindelijk gereformeerde gemeenten.

## Geschiedenis
In 1933 sticht Jacobus den Hartog (1892-1963) met enkele familieleden een gemeente in 's Heeren kracht, onder Zijn aanbiddelijke leiding, op Zijn gezegend bevel. De gemeente gelooft dat de Geest Gods is geweken uit de kerken in Nederland sinds ds. Th. van der Groe in 's Heeren Naam op 19 februari 1777 naar aanleiding van Jesaja 6:9 en 10 zijn "vloekvonnis" over Nederland uitsprak. Er is een overblijfsel; zo gelooft men, eveneens verspreid over alle kerken, omdat Gods Woord in Jesaja 6:13 hoop geeft op een overblijfsel waar ook Van der Groe op wees.
Van 1943 tot 1946 wordt de gemeente geleid door ds. H. van Kooten. Hij wordt in 1946 beroepen door de Vrije Hervormde Evangelisatie te Werkendam, welk beroep hij aanneemt. In 1955 preekt ds. J.W. Stikkers (1913-1978) voor een periode van negen maanden in Culemborg. In het najaar van 1966, na een publicatie in Dagblad De Rotterdammer, blijkt dat deze voorganger al zo'n twintig jaar een dubbelleven leidde, waarbij hij zowel predikant in verschillende vrije gemeenten als oosters-orthodox priester was geweest.
Op 16 februari 1963 overlijdt Den Hartog. De begrafenis wordt geleid door ds. A. de Reuver.
In 1973 gaat Van Kooten nog eenmaal voor in de gemeente. Dit was zijn laatste preek. Anderhalve week later, de avond voordat hij de trouwdienst zou leiden van de dochter van Den Hartog, overlijdt hij.
In 1995 wordt een nieuwe, in klassieke stijl gebouwde kerk geopend, ter vervanging van de oude houten kerk uit 1970. De kosten van 1,5 miljoen gulden worden door 20 kostwinners opgebracht. In deze dagen wordt het kerkje nog door circa 100 mensen bezocht. In de jaren voorafgaand aan 2011 vertrekken veel jongeren uit de gemeente naar omliggende Gereformeerde Gemeenten of naar de Christelijk Gereformeerde Kerk.
Anno 2013 is het gebouw een van de bezienswaardigheden in Culemborg.

## Wijken van Gods Geest
Met het wijken van Gods Geest, zoals dit voorkomt bij Van der Groe en andere Nederlandse predikanten uit de zeventiende en achttiende eeuw, wordt geen wijken in de meest volstrekte zin van het woord bedoeld, 
alsof per direct alle gelovigen van de aardbodem zouden verdwijnen. Het betekende een gevoelige, gestadige achteruitgang van de werking van Gods Geest, vergeleken met een vroegere, betere tijd. Dit werd opgemerkt in Nederlands kerk en volk, zonder uitspraken te doen over de wereldkerk. Men zag bijvoorbeeld een toenemende wereldgelijkvormigheid en verharding onder Gods oordelen. Zie bijvoorbeeld de predicatie van Fruytier (1659-1731) Salomo's raad aan de jeugd, van Van Lodenstein (1620-1677) over Hosea 9:12 en van Justus Vermeer (1696-1745): Jezus' tranen over Jeruzalem. Het tegenovergestelde wordt opwekking genoemd; ook deze is meestal regionaal van aard.

## Opinie
De historicus John Exalto, kenner van de geschiedenis van het gereformeerd piëtisme, wijst er op dat de gemeente ontstaan is in de tijd van het interbellum - de periode tussen de twee wereldoorlogen. In deze tijd van latente oorlogsdreiging was er volgens hem blijkbaar verhoogde interesse voor Van der Groe's negatieve profetisme.